# Nicolaas Pieter Jacob Kien
Nicolaas Pieter Jacob Kien ('s-Hertogenbosch, 19 april 1800 - Laken, 17 juli 1879) was een Nederlandse politicus. Hij was onder andere burgemeester van Utrecht van 1839 tot 1878.

## Persoon
Nicolaas was de zoon van Jacob Kien en Elisabeth Hester van Adrichem. Hij stamt uit een geslacht van bestuurders; zijn grootvader Nicolaas Kien was al eerder een aantal keer burgemeester van Utrecht geweest en zijn vader was schepen in 's Hertogenbosch. Hij bleef zijn gehele leven ongehuwd en het was opmerkelijk dat hij carrière maakte want men zag hem vaak de zusters van betaalde liefde bezoeken, waardoor zijn reputatie niet vlekkeloos was.

## Carrière
Kien studeerde rechten aan de Universiteit Utrecht, promoveerde in 1825 en vestigde zich in Utrecht als advocaat. Met een onderbreking in 1831, waarin hij als kapitein van de schutterij deelnam aan de Tiendaagse Veldtocht, vervulde hij diverse publieke functies:
- lid van het kiescollege (1829)
- wethouder (1838)
- burgemeester (1839-1878)
- Lid van de Tweede Kamer (1845-1848)
- lid van de Provinciale Staten (1850)
- lid van de Tweede Kamer (1858-1875)

## Nawoord
Ondanks al zijn werkzaamheden was hij bijna veertig jaar burgemeester van de stad Utrecht. In die jaren gold hij als een conservatief regent; hij was eigenzinnig, heerszuchtig en niet geliefd bij het volk. Onder zijn leiding zijn er veel oude stadsmuren en -poorten gesloopt. Velen zagen hem graag vertrekken en het is tekenend dat er naar Kien in de stad geen straat of plein vernoemd is.
- Biografisch Portaal: 21009898
- International Standard Name Identifier: 0000 0003 9367 5279
- Nederlandse Thesaurus van Auteursnamen: 070164916
- Parlement.com: vg09ll28ocqs
- Virtual International Authority File: 287965861
- WorldCat: E39PBJwHhjCM6HwWRcmW849MT3